# Komturei Kraak

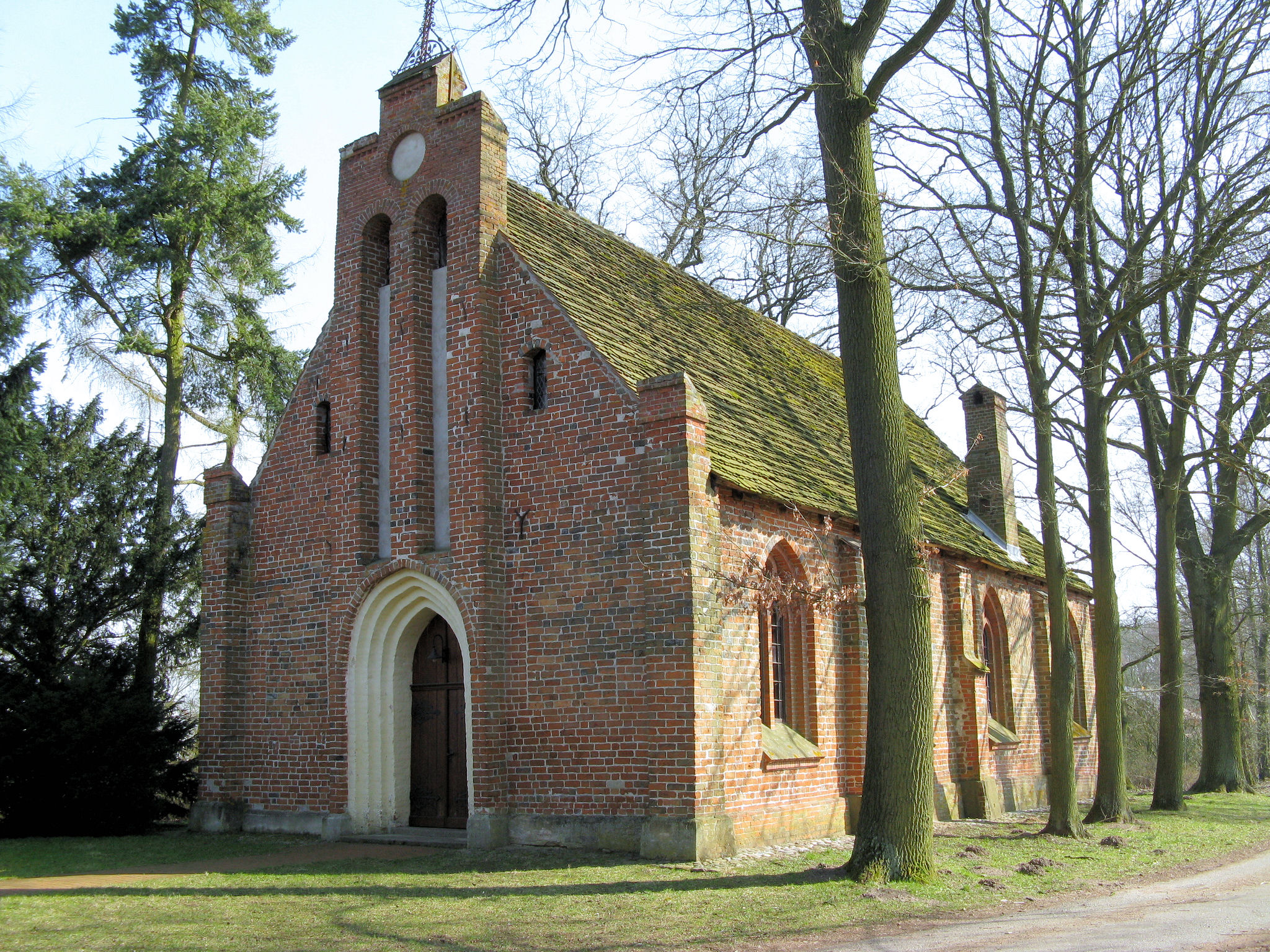
Ehemalige Komtureikirche in Kraak (2009)

Die Komturei Kraak, vorher Komturei Sülstorf war eine Komturei des Johanniterordens im Ort Kraak der heutigen Gemeinde Rastow in Mecklenburg-Vorpommern, welche 1217 ersterwähnt ist und bis 1648 bestand. Ursprünglicher Sitz der Komturei war erst Goddin mit der Johanniter-Kirche Groß Eichsen, dann Sülstorf, bis die Komturei nach Kraak verlegt wurde. Sie ist die älteste der drei mecklenburgischen Komtureien des Johanniterordens.

## Geschichte
Der Johanniterorden war bereits um 1200 in Goddin und Eichsen ansässig geworden, dies geht aus einer Schenkungsurkunde der Grafen Gunzelin II. und Heinrich I. von Schwerin hervor. In Sülstorf ansässig, wurde die Komturei im Jahr 1217 verstärkt durch weitere Brüder aus der Komturei Werben in der Altmark. Dies belegt eine Schenkungsurkunde der Grafen von Schwerin und Graf Nikolaus von Halland, dem Schwiegersohn Gunzelins II., mit ihren Gemahlinnen. Vermutlich unterstand damals der Besitz bei Eichsen der Komturei in Werben, da nur von einer „Priorei Eixen“ und keiner Komturei die Rede ist.
Zwischen 1292 und 1323 muss der Sitz der Komturei von Sülstorf nach Kraak gewechselt sein.  Sülstorf wird Patronat des Komturs von Kraak bis zur Einziehung des Vermögens des Ordens in der zweiten Hälfte des 16. Jahrhunderts.
Als Besitzung der Komturei wurden im 16. Jahrhundert neben Kraak und Sülstorf, Moraas und Hoort genannt.
Diesem ging ein längerer Rechtsstreit zwischen den Herzögen zu Mecklenburg und dem Herrenmeister des Johanniterordens in Sonnenburg voraus. Er eskalierte im Jahr 1533 als Ma(t)thias von Ilow vom Herrenmeister des Johanniterordens abberufen wurde. Johann Albrecht I. setzte, das Einverständnis des Herrenmeisters voraussetzend, den ihm genehmen Kurt von Restorff als Komtur ein. Der Herrmeister selbst ernannte Hans von Rohr zum Komtur. Als Hans von Rohr an der Komturei ankam, wurde er mit Waffengewalt von Kurt von Restorff verjagt. Der nachfolgende weitere Prozess wurde bis zur endgültigen Säkularisation der Komturei hingeschleppt.
Im Jahr 1552 wurde der komturale Besitz von Herzog Johann Albrecht I. dem Hofrat Johann von Lucka übertragen. Sechs Jahre später tauschte Johann von Lucka den Besitz gegen Bresen und „das halbe Gut Pinnow.“
Im Jahre 1561 wurde wieder ein Komtur namens Friedrich Spedt (Spieß) benannt. Dieser hatte wohl für seine Verdienste als Hofrat bei Johann Albrecht I. den Komtureibesitz erhalten. Letzterer bereute wohl seine Entscheidung und wollte das Land wieder einziehen. Friedrich Spedt verklagte daraufhin den Herzog Johann Albrecht wegen Störung des Besitzes, Bruchs des Landfriedens und Störung der Ordnung des Reichs beim Kaiser. Dieser gab dem Ansinnen statt und erst am 31. Juli 1562 gelang es Johann Albrecht nach Zahlung einer Entschädigung von 3500 Talern in Besitz des Landes zu kommen.

## Komture
Namen und Jahreszahl bezeichnen die nachweisbare Erwähnung.
- erwähnt 1376 Reyncke Trammen[5]
- 1381–0000 Olrisch (von) Drosseken
- 1413–0000 Otto Warborch (Warburg)
- 1422–0000 Heinrich[6]
- 1495–0000 Kersten van der Werde[7]
- 1498–1504 Nikolaus Bevernest
- 1519–1532 Mathias von Ilow
- 1533–0000 Mathias Belling
- 1533–0000 Curt von Restorff

## Baulichkeiten

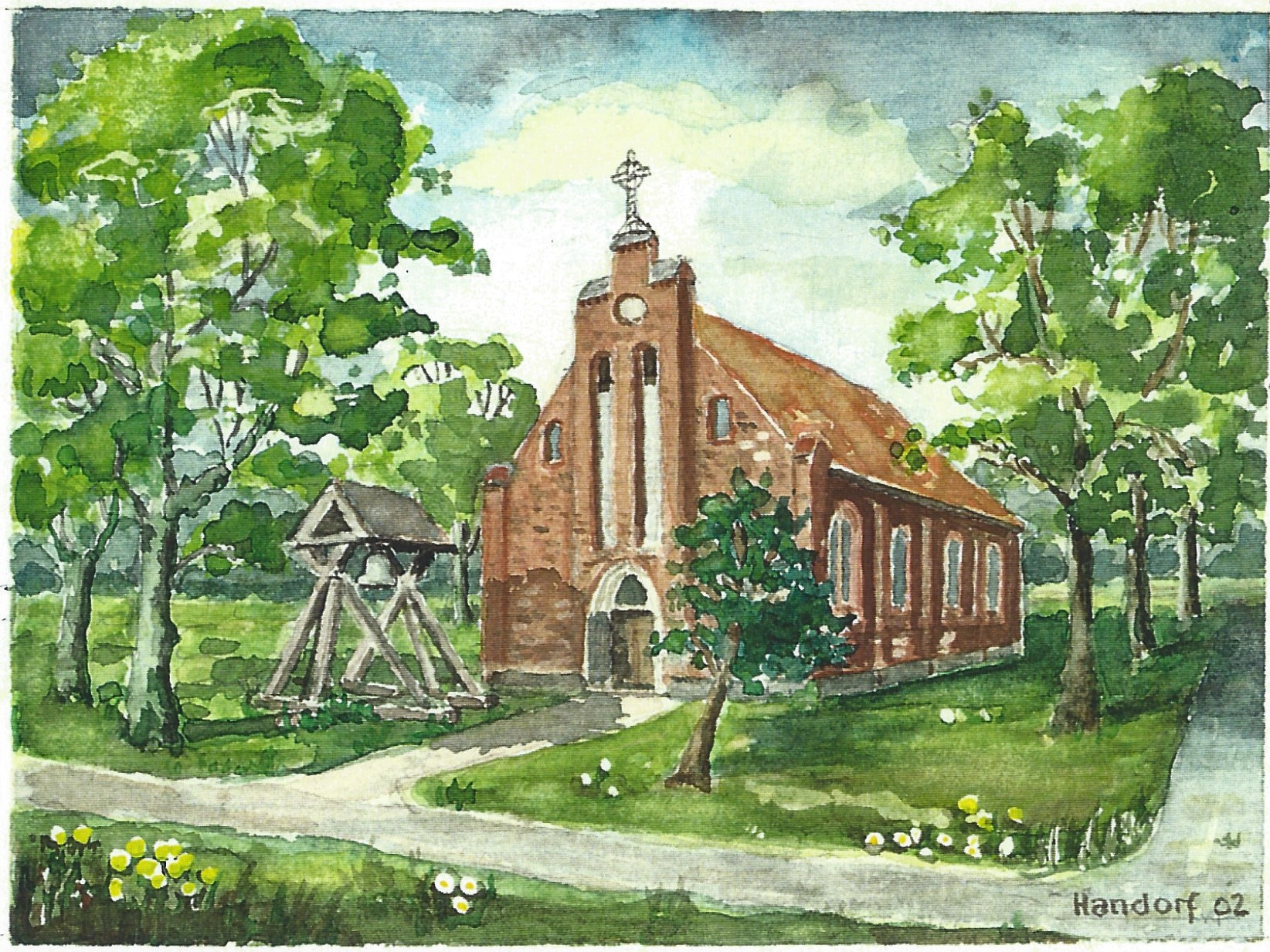
Johanniterkirche Kraak 2002

Die einzig erhaltenen Bauwerke sind die Johanniterkirche in Sülstorf und die Johanniterkirche in Kraak.

### Baubeschreibung
Die Johanniterkirche in Kraak ist eine langgestreckte Saalkirche mit einem leicht unregelmäßigen dreiseitigen Ostschluss, die dendrochronologisch auf 1452 datiert wurde. Die Baugeschichte ist noch unbekannt. Der Außenbau ist durch schmale, nachträglich angesetzte Stützpfeiler in vier Achsen gegliedert. Die Maßwerkfenster mit abgetrepptem Gewände wurden im 19. Jahrhundert verändert. Die Westwand wurde erneuert, wobei der vorgezogene Mittelteil mit abgetrepptem Portal und Putzblenden und der das Dach überragende Treppengiebel entstand. Im Innern ist die Kirche durch eine Flachdecke mit zwei Unterzügen auf Holzsäulen abgeschlossen.

### Ausstattung
Der qualitätvolle Schnitzaltar stammt aus dem frühen 16. Jahrhundert und zeigt im Mittelschrein eine apokalyptische Madonna zwischen Johannes dem Täufer und Johannes dem Evangelisten. In den Flügeln sind die Apostel dargestellt; auf den Außenseiten sind stark beschädigte Gemälde der Verkündigung und Geburt Christi (links), auf der rechten Seite die Heimsuchung und die Anbetung der Könige zu finden. Die Predella zeigt sechs Halbfiguren weiblicher Heiliger.
Eine Altarschranke ist auf das Jahr 1671 datiert, eine schlichte barocke Kanzel mit Schalldeckel trägt an der Tür das Datum 1697. Eine ausdrucksvolle, stark bewegte hölzerne Triumphkreuzgruppe entstand um 1520/30.
Spätgotische Schnitzfiguren von Maria mit Kind und Johannes dem Täufer entstanden um 1480, eine Darstellung der Heiligen Sippe vermutlich rheinisch/westfälischer Herkunft stammt vom Anfang des 16. Jahrhunderts.

### Gedruckte Quellen
- Mecklenburgisches Urkundenbuch (MUB)
- Mecklenburgische Jahrbücher (MJB)

### Ungedruckte Quellen
- Landeshauptarchiv Schwerin (LHAS)
  - LHAS 1.1-15 Eheschließungen Nr. 2.
  - LHAS 1.5-4/17 Kirchenurkunden Kraak.
  - LHAS 1.10-3 Kirchenurkunden außerhalb Mecklenburgs. Kloster Reinfeld.
  - LHAS 2.12-3/2 Klöster und Ritterorden. Komturei Kraak.
  - LHAS 11.11 Regesten
- Brandenburgisches Landeshauptarchiv (BLHA)
  - Rep. 9 Urkunden, Prozessakten.
- Landeskirchliches Archiv Schwerin (LKAS)
  - LKAS, OKR Schwerin, Specialia, Abt. 2. Nr. 001 Hermes'sches Legat für Hausarme bei der Kirche in Kraak, 1896. Nr. 004 Bauten 1760–1994 (mit Rostocker Tageszeitung 3. Januar 1910 zum Altarschrein). Nr. 005 Umguß der Glocke der Kirche zu Kraak und in der Gemeinde bestehende Glockenfreiheit 1860–1925.
- Landesamt für Kultur und Denkmalpflege (LAKD)
  - LAKD, Ortsaktenarchiv.
- Stadtarchiv Schwerin
  - Schweriner Stadtbuch.